# Gioia Marzocca
Gioia Marzocca, née le 22 juin 1979 à Lecco, est une escrimeuse italienne pratiquant le sabre.

## Palmarès
- Championnats du monde
  -  Médaille d'or au sabre par équipe aux Championnats du monde d'escrime 2003 à La Havane
  -  Médaille d’argent au sabre par équipe aux Championnats du monde d'escrime 2000 à Budapest
  -  Médaille de bronze au sabre individuel aux Championnats du monde d'escrime 2001 à Nîmes
  -  Médaille de bronze au sabre individuel aux Championnats du monde d'escrime 2003 à La Havane
  -  Médaille de bronze au sabre individuel aux Championnats du monde d'escrime 2007 à Saint-Pétersbourg
- Championnats d’Europe
  -  Médaille d'or au sabre par équipes  en 2011 à Sheffield
  -  Médaille d'or au sabre par équipes  en 2001 à Coblence
  -  Médaille de bronze au sabre individuel en 2005 à Zalaegerszeg
  -  Médaille de bronze au sabre individuel en 2000 à Madère
  -  Médaille de bronze au sabre par équipes en 2000 à Madère
  -  Médaille de bronze au sabre par équipes en 2010 à Leipzig
- Universiades
  -  Médaille de bronze au sabre individuel en 2001 à Pékin
  -  Médaille de bronze au sabre par équipes en 2001 à Pékin